# 七仙女
七仙女（又称为七仙姑、七姑星、七衣仙女）是古代中国神话中的七位仙女，也能專指這七个仙女中最小的七妹。她们是从织女神格中分化出的一组女神。她们沿袭了织女的神格，也是主管纺织天衣（云锦）的女神。在中国民俗神话中，七仙女中最小的七妹曾下凡到人间，与农夫董永一见钟情，并嫁給他為妻。而七姐妹的组合，则跟天文星宿崇拜有关，如昴七星、扶筐七星、织女三星与婺女四星等。
七仙女象征自然界中的色彩，通常为王母娘娘的侍女或眷属，在现代与《董永与七仙女》相关的故事中，七仙女被视为玉皇大帝和王母娘娘的七个女儿。

## 名字
《西游记》七衣仙女：红衣仙女、青衣仙女、素衣仙女、皂衣仙女、紫衣仙女、黄衣仙女、绿衣仙女。
《神仙济世良方》七仙姑：紫姑、绛姑、青姑、云姑、月姑、渺姑、碧姑。

## 封号
七姐妹在古代地方祀典的封号是：七星娘娘、七圣夫人。

## 文學記載

### 《天仙配》

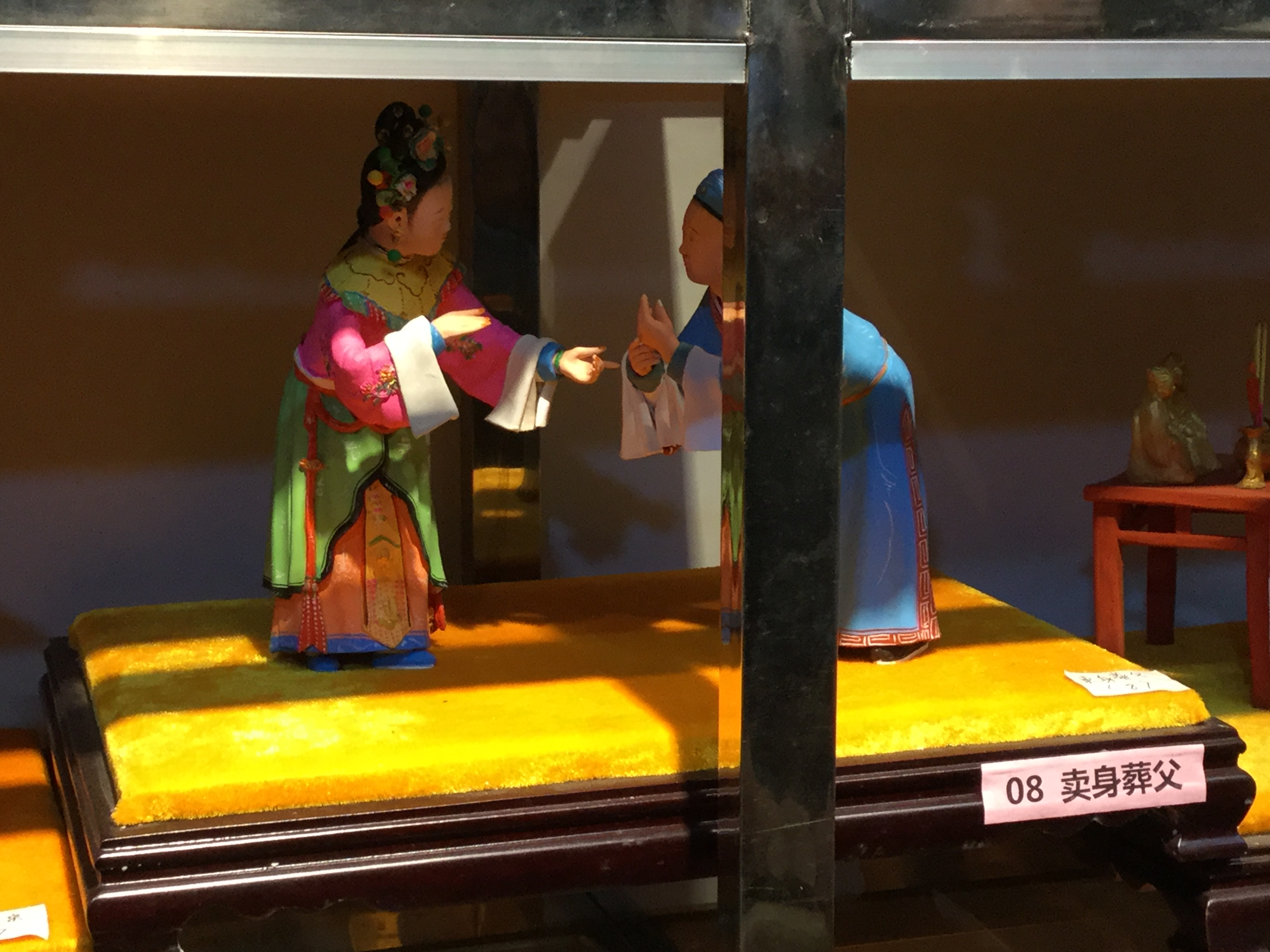
董永卖身葬父，揭阳市翁仔灯

最著名的还是董永与七仙女的传说。讲述七仙女中最小的七妹，由于天宫寂寞难耐，便鼓动六位姐姐与她一起去凌虚台观赏人间的美景，偶然看到在下界卖身葬父的青年—董永，便被他那感天动地的孝心与他那憨厚老实的本性所打动，七妹便在此刻间动了凡心。大姐见她动了凡心便冒着天庭的威严，帮助七妹下了凡间。临走时，大仙女给了她一柱难香，以便七妹有难时好燃香求助。
七仙女来到凡间后遇到了土地爷，在七仙女的百般劝说下土地爷冒着危险来与董永说合，槐荫树来做媒，便于董永结为了夫妻。此时的董永因卖身葬父，被卖到了傅员外家做家奴，七妹为了帮丈夫赎身，便陪同一起到傅员外家做工。之后员外一直都在刁难她，让她要在一夜间织出十匹上好的锦缎，后来七妹点燃难香，使得六位姐姐前来相助，在一夜之间织出了锦缎。董永期满后，夫妻俩双双把家还，这时七妹已身怀六甲，此刻，天兵天将受玉帝指令，将七仙女缉捕归天，否则将董永碎尸万段，七妹不忍使丈夫受到连累，向董永说明了自己的来历，之后便含着泪忍痛返回了天庭。

### 《搜神记》
在《搜神记》中七仙女被称为“天之织女” 。讲述七仙女在新余仙女湖下凡，董永在湖畔与七仙女相遇的故事。
后来到了东晋时期，《牛郎织女》的故事开始广为流传，而董永遇仙传说则成为了空白，既然牛郎与织女成了亲，那董永的妻子还可能会是织女吗？后来织女这个角色被分离开来，则在董永遇仙传说里将董永的配偶转换成了七仙女。通常这也是容易将七仙女和织女混淆为同一人的原因。
唐宋之后，在民间的观念与考察中明示到织女与七仙女不能互相混同，所以《牛郎织女》 的传说则与《董永与七仙女》 的传说则自然分离开了。

### 《西游记》

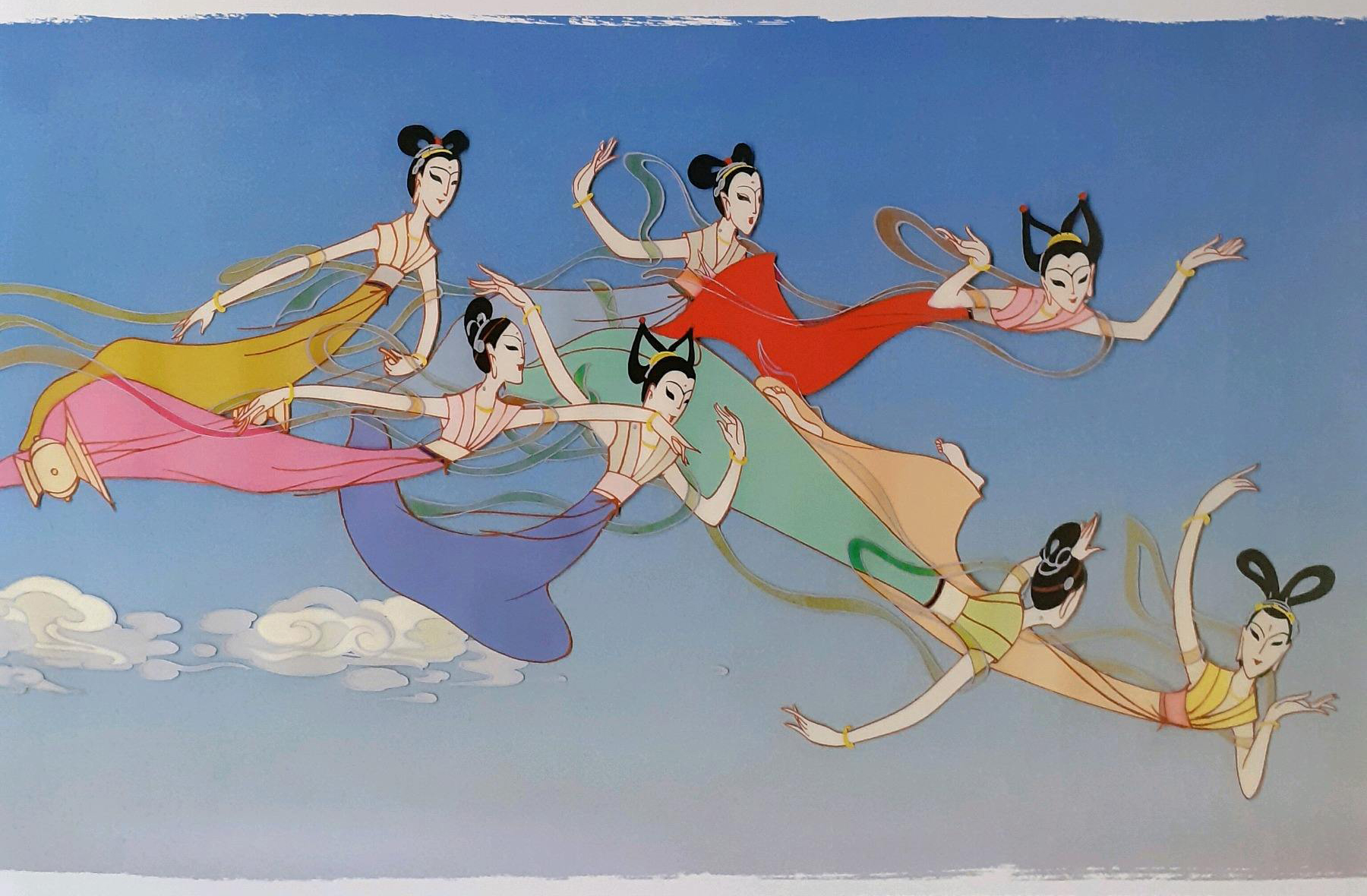
动画电影《大闹天宫》下集登场的七仙女（赛璐珞片与背景合成的彩色手稿、林文肖设计）

孙悟空在天庭看守蟠桃园的时候，天庭正好要举办一场蟠桃会，宴请各路大小神仙。王母便差遣七位仙女到蟠桃园去采摘仙桃。她们发现蟠桃园里的仙桃都是小个小个的，不知道是谁偷吃了大的仙桃。后来孙悟空现身，盘问七位仙女为何来此摘桃，七位仙女将举办蟠桃会的事及宴请的大小神仙一一诉说了一番，孙悟空得知天庭没有请他赴宴蟠桃会，从而非常恼怒。七位仙女被孙悟空的愤怒吓得花容失色、落荒而逃，后被孙悟空施了定身法将逃离而去的七位仙女定在了半空中，直到法术解除之后才慌忙去向玉帝王母告状。
在《西游记》第五回中七位仙女顺次命名为 红衣仙女、 青衣仙女、 素衣仙女、 皂衣仙女、 紫衣仙女、 黄衣仙女、 绿衣仙女。通常红衣仙女被定格为七仙女之首。英文版的《西游记》（Journey to the West）中将“七衣仙女”译为“The seven fairies”，把她们顺次译为“Red Fairy、Blue Fairy、White Fairy、Black Fairy、Purple Fairy、Yellow Fairy、Green Fairy”（页面存档备份，存于）。
《西游记》第七十二回中与七位仙女相对的角色则是号称七仙姑的七个女蜘蛛精。文献中记载离盘丝洞三里之遥，有一座濯垢泉，原本是上方七仙姑的浴池。后来七个蜘蛛精占领了濯垢泉，七仙姑见状不与七个女妖相争，而平白把濯垢泉让给了她们。

### 《神仙濟世良方》
《神仙濟世良方》下卷〈金母娘娘降壇詩〉中說七仙姑為七姊妹，曾經住在西湖，借山水的精華脫去毛羽（參見天鵝少女）。春秋時到蓬萊修煉，保養天和。漢代時遇到鐘離大仙在修煉，她們與他在山中為伴，直到八洞大仙齊聚之時，她們日日聽講玄機，故得修煉秘訣。於宋代時，被王母度為她的侍女，又蒙王母賜蟠桃仙酒，而今已不在人間閑戲也。
七姊妹按出場順序分別為紫姑、絳姑、青姑、雲姑、月姑、渺姑、碧姑。她們的名字與山水風景的色彩以及自然現象有關，紫姑、絳姑、青姑、碧姑分別代表 紫、 紅、 青、 碧四色，而雲姑、月姑、渺姑分別代表雲、月、水這三種自然現象。

## 其他傳說
在民间传说中还流传着七仙女在湖泊沐浴的说法。讲述天上的七位仙女，她们十分喜爱洁净，经常结伴来到凡间的一处清泉中沐浴。凡间（鸳鸯溪狮坪风景区）有七块俊俏的石岩，岩下有一池碧波荡漾的清泉。七位仙女都会在每年的六月六、七月七私下凡间到池潭里玩耍嬉戏、梳洗一番。关于七仙女在仙浴潭、七星泉或仙姑潭等清泉沐浴的传说中，常会出现七位仙女在水边歌舞，似乎跟《诗经》时期的高禖习俗有关。在这些民间传说中，地点通常是水泊，常常会提到七仙女各穿七彩羽衣，外形在水鸟与人之间变换。
唐代《董永变文》中，提到了七仙女是一位身穿紫衣的女子。而在一些民间传说里，也认为七仙女分别穿着“赤橙黄绿青蓝紫”的衣裳。以致影响了现代的动画电影《大闹天宫》及电视剧《欢天喜地七仙女》、《天地姻缘七仙女》等影视作品，把“ 红、 橙、 黄、 绿、 青、 蓝、 紫”这七种颜色及顺序来定义这七位仙女的代表色与排名。现代影视动漫中的七仙女都有着一件紫色的衣服。

## 文獻考证
- 神女助董永的故事原型，最早的文献记录是出现在元代《真仙通鉴》记录的《汉书》、西汉时期刘向的《孝子传》、魏晋时期曹植的乐府诗《灵芝篇》等[5]中，后代的黄梅戏及川剧以该故事为蓝本，将神女定义为七仙女继续演绎到至今[12]。
- 敦煌残卷《董永变文》[13]里则说到七仙女的天衣是紫色的，所以阐述出来的七仙女的形象是一位身披紫色天衣的仙女。
- 现代影视剧中提到七仙女有一个义姐或义妹—张巧嘴，是现代作家周濯街所作的神话小说《七仙女正传》里登场的原创角色，不是古代神话人物。《七仙女正传》中提到七仙女还有一个义妹叫郭蜜香，和张巧嘴跟着七仙女一起升天为仙，这个角色的原型是《汉武帝内传》中西王母的侍女—郭密香。

## 影視作品
- 1955年大陆版黃梅調電影《天仙配》：严凤英 饰 七仙女
- 1962年大陆版黃梅調電影《天仙配》：董文霞 饰 七仙女
- 1963年台湾版电影《七仙女》：江青 饰 七仙女
- 1963年香港版邵氏黃梅調電影《七仙女》：方盈 饰 七仙女
- 1988年台湾臺視古裝單元劇《台灣民間故事》（後改名為《中國民間故事 七娘媽》）[14]：楊凱琪 饰 七仙女
- 1992年台湾臺視古裝連續劇《七仙女》：梅嫦芬 饰 七仙女
- 1997年大陆版电视剧《新天仙配》：罗慧娟 饰 七仙女
- 2005年大陆版电视剧《欢天喜地七仙女》：霍思燕 饰 七仙女
- 2006年大陆版电视剧《天外飛仙》：林依晨 饰 七仙女
- 2007年大陆版电视剧《天仙配》：黄圣依 饰 七仙女
- 2009年大陆版电视剧《宝莲灯前传》：郭珍霓 饰 七仙女
- 2010年大陆版电视剧《传说》：刘然 饰 七仙女
- 2011年大陆版电视剧《天地姻缘七仙女》：白雨 饰 七仙女
- 2013年大陆版电视剧《仙女湖》：贡米 饰 七仙女

## 廟宇
- 新竹縣五指山《七仙娘廟》
- 臺南市開隆宮《七娘媽廟》
- 台中市大甲區玉仙宮
- 嘉義縣太保市福濟宮 （页面存档备份，存于）

## 註释
1. ↑  明·吳承恩. . .   [2022-11-07]. （原始内容存档于2022-02-18）.
2. ↑  清·柏鹤亭. . .   [2022-11-07]. （原始内容存档于2022-05-15）.
3. ↑  漢，董永，千乘人。少偏孤，與父居，肆力田畝，鹿車載自隨。父亡，無以葬，乃自賣為奴，以供喪事。主人知其賢，與錢一萬，遣之。永行三年喪畢，欲還主人，供其奴職。道逢一婦人曰：「願為子妻。」遂與之俱。主人謂永曰：「以錢與君矣。」永曰：「蒙君之惠，父喪收藏，永雖小人，必欲服勤致力，以報厚德。」主曰：「婦人何能？」永曰：「能織。」主曰：「必爾者，但令君婦為我織縑百匹。」於是永妻為主人家織，十日而畢。女出門，謂永曰：「我，天之織女也。緣君至孝，天帝令我助君償債耳。」語畢，凌空而去，不知所在。
4. ↑  曹植九詠注「牽牛為夫，織女為婦。織女、牽牛之星，各處河鼓之旁。七月七日，乃得一會。」
5. 1 2  曹植靈芝篇：「董永遭家貧，父老無財遺。舉假以供養，傭作致甘肥。責家填門至，不知何用歸。天靈感至德，神女為秉機。」
6. ↑  在这里指的是蔚蓝色  （页面存档备份，存于）
7. ↑  在这里指的是白色  （页面存档备份，存于）
8. ↑  在这里指的是黑色  （页面存档备份，存于）
9. ↑  明·吳承恩. . .   [2023-10-31]. （原始内容存档于2023-10-31）. 土地道：「小神力薄威短，不知他有多大手段。只知那正南上，離此有三里之遙，有一座濯垢泉，乃天生的熱水，原是上方七仙姑的浴池。自妖精到此居住，占了他的濯垢泉，仙姑更不曾與他爭競，平白地就讓與他了。我見天仙不惹妖魔怪，必定精靈有大能。」
10. ↑  民间传说 七星泉与金盘露 - 淮海晚报（2012年9月23日 第A6版：乡土）
11. ↑  仙子沐浴仙姑潭 - 旅游联盟江西上饶旅游资讯中心  （页面存档备份，存于）
12. ↑  《中国神话大词典》（袁珂/编著、四川辞书出版社）p3 ISBN 7-80543-560-X
13. ↑  .   [2013-04-07]. （原始内容存档于2016-03-04）.
14. ↑  中國民間故事 七娘媽 Chinese legendary story